# 지지뉴
토마즈 소아레스 다 시우바(포르투갈어: Thomaz Soares da Silva , 1921년 9월 14일 ~ 2002년 2월 8일)는 약칭 지지뉴(포르투갈어: Zizinho)라고 알려진 브라질의 전 축구 선수로, 포지션은 공격형 미드필더였다.
드리블, 패싱, 양발 능력, 데드볼 상황에서 능력, 넓은 시야를 가진 컴플리트한 선수로 묘사된다. 펠레의 우상으로, 펠레가 등장하기 이전의 브라질 축구사 최고의 선수 중 한 명으로 여겨졌다.

## 선수 경력
그는 커리어 마지막 1년을 칠레의 아우닥스 이탈리아노에서 뛴 것을 제외하고 모두 브라질에서 선수 생활을 보냈다. 그 중에서 CR 플라멩구에서 11시즌을 보내면서 가장 오래 보냈다.
지지뉴는 1950년 FIFA 월드컵에서 브라질 축구 국가대표팀으로 참가하여 뛰어난 활약을 보였으나, 마지막 경기에서 우루과이에게 1:2로 역전패를 당하면서 마라카낭의 비극의 희생자가 되었다.

## 경력

### 선수
- 캄페오나투 카리오카 : 1942, 1943, 1944
- 캄페오나투 파울리스타 : 1957

### 국가대표
- 남아메리카 챔피언십 : 1949
- FIFA 월드컵 준우승 : 1950

### 개인
- 브라질 축구 박물관 명예의 전당
- 코파 아메리카 역대 최다 득점자 : 17골[2]

1. ↑  “El ídolo de Pelé y la selección brasileña que se retiró en Audax” (스페인어). 2018년 1월 1일. 2023년 8월 15일에 확인함.
2. ↑  노르베르토 멘데스와 공동